# Europa Football Club

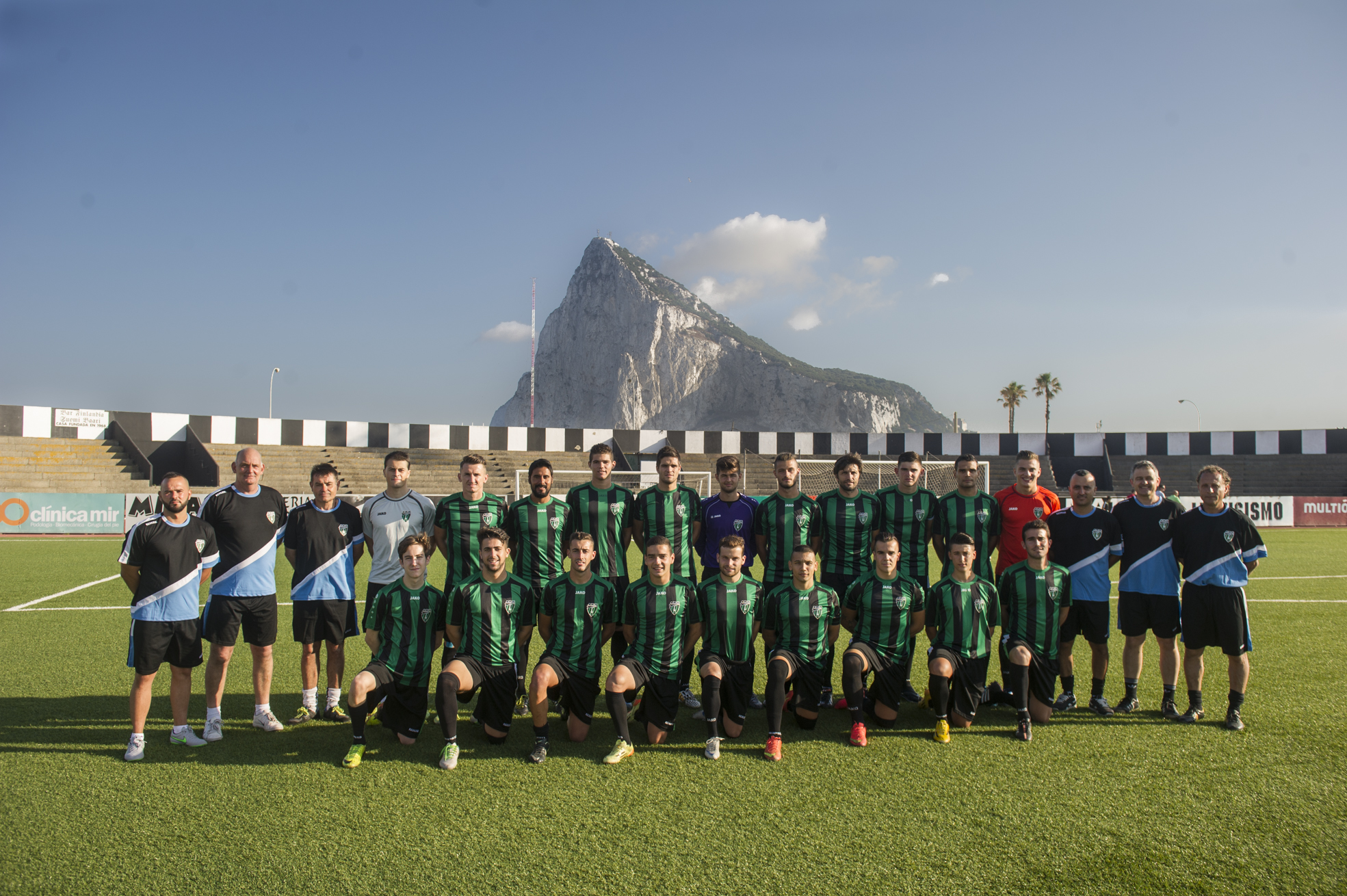
El Europa FC el.

El Europa FC es un equipo de fútbol de Gibraltar que juega en la Primera División de Gibraltar.

## Historia
Fue fundado en 1925 con el nombre College Cosmos, que fue cambiado en 2013 después de su disgregación con el College FC, con quien se habían fusionado en los años 1980, reconociendo los logros de ambos clubes por la UEFA. Ha sido campeón de liga 7 veces y ha ganado la Rock Cup en 8 ocasiones. En 2015 cambió su nombre por el de Europa Football Club.
Ha sido el primer equipo gibraltareño en jugar la Liga de Europa de la UEFA, en su caso en la edición del 2014-15, donde fueron eliminados por el FC Vaduz de Liechtenstein en la primera ronda.
En 2017 se coronaron campeones de la Liga tras no haberla ganado desde 1952, obteniendo su séptimo título de liga. Además lograron la Rock Cup tras derrotar por 3-0 en la final al Lincoln Red Imps, obteniendo su sexta copa, también desde 1952. El ciclo ganador prosiguió las dos temporadas siguientes, alzando consecutivamente dos Rock Cups con sus correspondientes Supercopas.
La temporada 2019-20 fue suspendida debido a la pandemia de COVID-19 cuando el equipo marchaba líder. Aunque no se le adjudicó el campeonato, sí fue designado para disputar la ronda previa de Liga de Campeones, siendo eliminado a partido único, disputado el 18 de agosto de 2020 en el “pequeño Maracaná”, por el Estrella Roja.

## Palmarés
- Gibraltar Premier Division: 7

1928-29, 1929-30, 1931-32, 1932-33, 1937-38, 1951-52, 2016-17
- Gibraltar Second Division: 1

2012-13
- Rock Cup: 8

1938, 1946, 1950, 1951, 1952, 2017, 2017-18, 2019
- Finalista: 2

2013-14, 2016
- Gibraltar Premier Cup: 1

2014-15
- Copa Pepe Reyes: 4

2016, 2018, 2019, 2021

## Entrenadores importantes
| Nombre             | Periodo        | Logros |
| ------------------ | -------------- | --- |
| Jose Requena       | 2014           | Clasificación para la Liga Europa de la UEFA 2014-15                                                                         |
| Bruno Akrapović    | 2014-15        | Gibraltar Premier Cup 2014-15 Clasificación para la Liga Europa de la UEFA 2015-16                                           |
| Dimas Carrasco     | 2015-16        | Clasificación para la Liga Europa de la UEFA 2016-17                                                                         |
| Juan José Gallardo | 2016-2017-2018 | Triplete Competiciones Domésticas 2016-17 Segunda ronda clasificatoria de la Liga Europa de la UEFA 2016-17 Rock Cup 2017-18 |

## Participación en competiciones de la UEFA
| Temporada | Torneo                   | Ronda            | Club                 | Ida | Vuelta     | Global |
| --------- | ------------------------ | ---------------- | -------------------- | --- | ---------- | ------ |
| 2014–15   | UEFA Europa League       | Primera ronda    | F. C. Vaduz          | 3-0 | 0-1        | 0-4    |
| 2015–16   | UEFA Europa League       | Primera ronda    | ŠK Slovan Bratislava | 0-6 | 3-0        | 0-9    |
| 2016–17   | UEFA Europa League       | Primera ronda    | FC Pyunik Ereván     | 2-0 | 2-1        | 3-2    |
| 2016–17   | UEFA Europa League       | Segunda ronda    | AIK Estocolmo        | 1-0 | 0-1        | 0-2    |
| 2017-18   | UEFA Champions League    | Primera ronda    | The New Saints F. C. | 1-2 | 1-3 (t.e.) | 3-4    |
| 2018-19   | UEFA Europa League       | Ronda preliminar | KF Pristina          | 1-1 | 5-0        | 1-6    |
| 2019-20   | UEFA Europa League       | Ronda preliminar | UE Sant Julià        | 3-2 | 4-0        | 6-3    |
| 2019-20   | UEFA Europa League       | Primera ronda    | Legia de Varsovia    | 0-0 | 3-0        | 0-3    |
| 2020-21   | UEFA Champions League    | Primera ronda    | Estrella Roja        | 5-0 | 5-0        | 5-0    |
| 2020-21   | UEFA Europa League       | Segunda ronda    | Djurgårdens          | 2-1 | 2-1        | 2-1    |
| 2021-22   | Europa Conference League | Primera ronda    | Kauno Žalgiris       | 0-0 | 2-0        | 0-2    |
| 2022-23   | Europa Conference League | Primera ronda    | Víkingur Gøta        | 0-1 | 2-1        | 1-3    |
| 2023-24   | Europa Conference League | Primera ronda    | Dukagjini            | 2-3 | 2-1        | 3-5    |

## Resumen general de las temporadas
| Temporada | Primera División | Rock Cup (Copa)  | Copa Pepe Reyes (Supercopa) | Liga de Campeones de la UEFA | Liga de Europa de la UEFA   | Liga Europa Conferencia de la UEFA |
| --------- | ---------------- | ---------------- | --------------------------- | ---------------------------- | --------------------------- | ---------------------------------- |
| 2013-14   | 4.º              | Subcampeón       | No participa                | No participan gibraltareños  | No participan gibraltareños |                                    |
| 2014-15   | 2.º              | Cuartos de final | No participa                |                              | Primera Ronda Previa        |                                    |
| 2015-16   | 2.º              | Subcampeón       | Subcampeón                  |                              | Primera Ronda Previa        |                                    |
| 2016-17   | Campeón          | Campeón          | Campeón                     |                              | Segunda Ronda Previa        |                                    |
| 2017-18   | 2.º              | Campeón          | Subcampeón                  | Primera Ronda Previa         |                             |                                    |
| 2018-19   | 2.º              | Campeón          | Campeón                     |                              | Ronda Preliminar            |                                    |
| 2019-20   | Suspendida       | Suspendida       | Campeón                     |                              | Primera Ronda Previa        |                                    |
| 2020-21   | 2.º              | Semifinales      | Suspendida                  | Primera Ronda Previa         | Segunda Ronda Previa        |                                    |
| 2021-22   | 2.º              | Semifinales      | Campeón                     |                              |                             | Primera Ronda Clasificatoria       |
| 2022-23   | 2.º              | Octavos de final | Subcampeón                  |                              |                             | Primera Ronda Clasificatoria       |

## College Pegasus F.C.
Fue el filial del primer equipo que jugó en la Segunda División de Gibraltar hasta la temporada 2015-16 donde quedó 9.º.

## Fútbol Sala
En la temporada 2015-16 el club jugó en la División 4 de Gibraltar donde terminó 7.º.